# Lanoux
Pour les articles homonymes, voir Lanoux (homonymie).
Lanoux est une commune française, située dans le nord du département de l'Ariège en région Occitanie. Sur le plan historique et culturel, la commune fait partie du Pédaguès, ancienne appellation remplacée au XXIe siècle par la dénomination géographique de Terrefort ariégeois, constitué des terreforts de Pamiers et de Saverdun, sur la rive gauche de l'Ariège.
Exposée à un climat océanique altéré, elle est drainée par divers petits cours d'eau.
Lanoux est une commune rurale qui compte 62 habitants en 2022, après avoir connu un pic de population de 166 habitants en 1806. Ses habitants sont appelés les Lanouxéens ou Lanouxéennes.

## Géographie

### Localisation
1. Carte dynamique
2. Carte Openstreetmap
3. Carte topographique
4. Carte avec les communes environnantes

La commune de Lanoux se trouve dans le département de l'Ariège, en région Occitanie.
Elle se situe à 22 km à vol d'oiseau de Foix, préfecture du département, à 27 km de Saint-Girons, sous-préfecture, et à 19 km de Lézat-sur-Lèze, bureau centralisateur du canton d'Arize-Lèze dont dépend la commune depuis 2015 pour les élections départementales.
La commune fait en outre partie du bassin de vie de Lézat-sur-Lèze.
Les communes les plus proches sont : 
Pailhès (2,2 km), Artigat (2,2 km), Castéras (2,4 km), Sabarat (3,7 km), Monesple (3,7 km), Carla-Bayle (4,5 km), Les Bordes-sur-Arize (4,8 km), Gabre (4,9 km).
Sur le plan historique et culturel, Lanoux fait partie du Pédaguès, ou Podaguès, ancienne appellation remplacée au XXIe siècle par la dénomination géographique de Terrefort ariégeois, constitué des terreforts de Pamiers et de Saverdun, sur la rive gauche de l'Ariège.
|          | Artigat |  |
| Castéras | Lanoux  |  |
| Sabarat  | Pailhès |  |

A 358 mètres d'altitude, la commune est située dans le Piémont pyrénéen, entre les vallées de la Lèze et de l’Arize.

### Géologie et relief
La commune est située dans le Bassin aquitain, le deuxième plus grand bassin sédimentaire de la France après le Bassin parisien. Les terrains affleurants sur le territoire communal sont constitués de roches sédimentaires datant du Cénozoïque, l'ère géologique la plus récente sur l'échelle des temps géologiques, débutant il y a 66 millions d'années. La structure détaillée des couches affleurantes est décrite dans les feuilles « n°1056 - Le Mas d'Azil » et « n°1057 - Pamiers » de la carte géologique harmonisée au 1/50 000ème du département de l'Ariège, et leurs notices associées,.
La superficie cadastrale de la commune publiée par l’Insee, qui sert de références dans toutes les statistiques, est de 3,75 km2,. La superficie géographique, issue de la BD Topo, composante du Référentiel à grande échelle produit par l'IGN, est quant à elle de 3,77 km2.  L'altitude du territoire varie entre 270 m et 405 m.

### Hydrographie

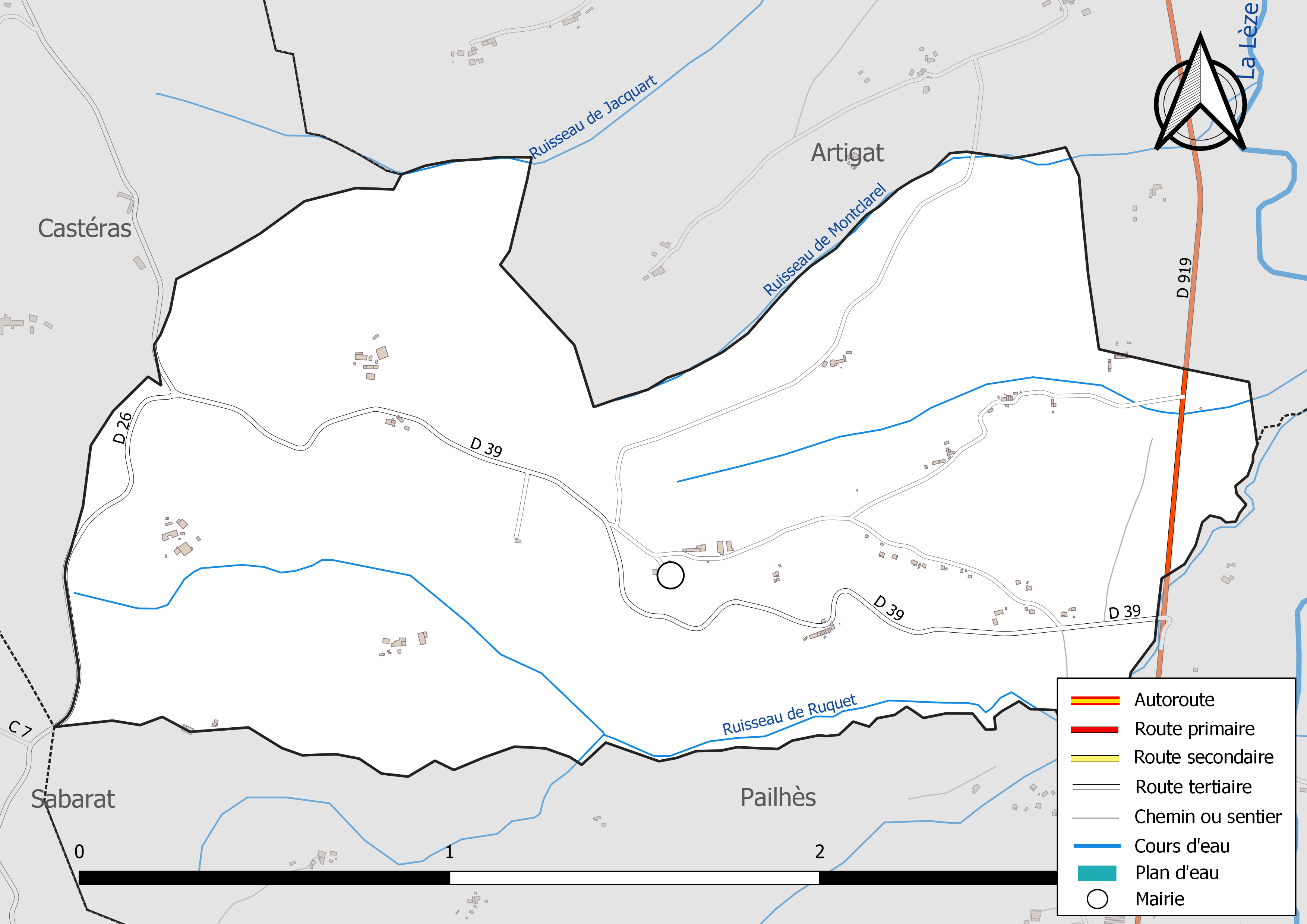
Réseaux hydrographique et routier de Lanoux.

La commune est dans le bassin versant de la Garonne, au sein du bassin hydrographique Adour-Garonne. Elle est drainée par le ruisseau de Jacquart, le ruisseau de Montclarel, le ruisseau de Ruquet et par deux petits cours d'eau, constituant un réseau hydrographique de 5 km de longueur totale,.

### Climat
Pour des articles plus généraux, voir Climat de l'Occitanie et Climat de l'Ariège.
En 2010, le climat de la commune est de type climat océanique altéré, selon une étude s'appuyant sur une série de données couvrant la période 1971-2000. En 2020, Météo-France publie une typologie des climats de la France métropolitaine dans laquelle la commune est exposée à un climat de montagne et est dans la région climatique Pyrénées centrales, caractérisée par une pluviométrie annuelle de 1 000 à 1 200 mm.
Pour la période 1971-2000, la température annuelle moyenne est de 12,5 °C, avec une amplitude thermique annuelle de 15,2 °C. Le cumul annuel moyen de précipitations est de 817 mm, avec 9,7 jours de précipitations en janvier et 6,1 jours en juillet. Pour la période 1991-2020, la température moyenne annuelle observée sur la station météorologique la plus proche, située sur la commune de La Bastide-de-Sérou à 12 km à vol d'oiseau, est de 11,9 °C et le cumul annuel moyen de précipitations est de 1 091,0 mm,. Pour l'avenir, les paramètres climatiques de la commune estimés pour 2050 selon différents scénarios d'émission de gaz à effet de serre sont consultables sur un site dédié publié par Météo-France en novembre 2022.

### Milieux naturels et biodiversité
Aucun espace naturel présentant un intérêt patrimonial n'est recensé sur la commune dans l'inventaire national du patrimoine naturel,,.

## Urbanisme

### Typologie
Au 1er janvier 2024, Lanoux est catégorisée commune rurale à habitat très dispersé, selon la nouvelle grille communale de densité à 7 niveaux définie par l'Insee en 2022.
Elle est située hors unité urbaine et hors attraction des villes,.

### Occupation des sols
L'occupation des sols de la commune, telle qu'elle ressort de la base de données européenne d’occupation biophysique des sols Corine Land Cover (CLC), est marquée par l'importance des territoires agricoles (95,3 % en 2018), une proportion identique à celle de 1990 (95,3 %). La répartition détaillée en 2018 est la suivante : 
terres arables (56,9 %), prairies (29,7 %), zones agricoles hétérogènes (8,7 %), forêts (4,7 %). L'évolution de l’occupation des sols de la commune et de ses infrastructures peut être observée sur les différentes représentations cartographiques du territoire : la carte de Cassini (XVIIIe siècle), la carte d'état-major (1820-1866) et les cartes ou photos aériennes de l'IGN pour la période actuelle (1950 à aujourd'hui).

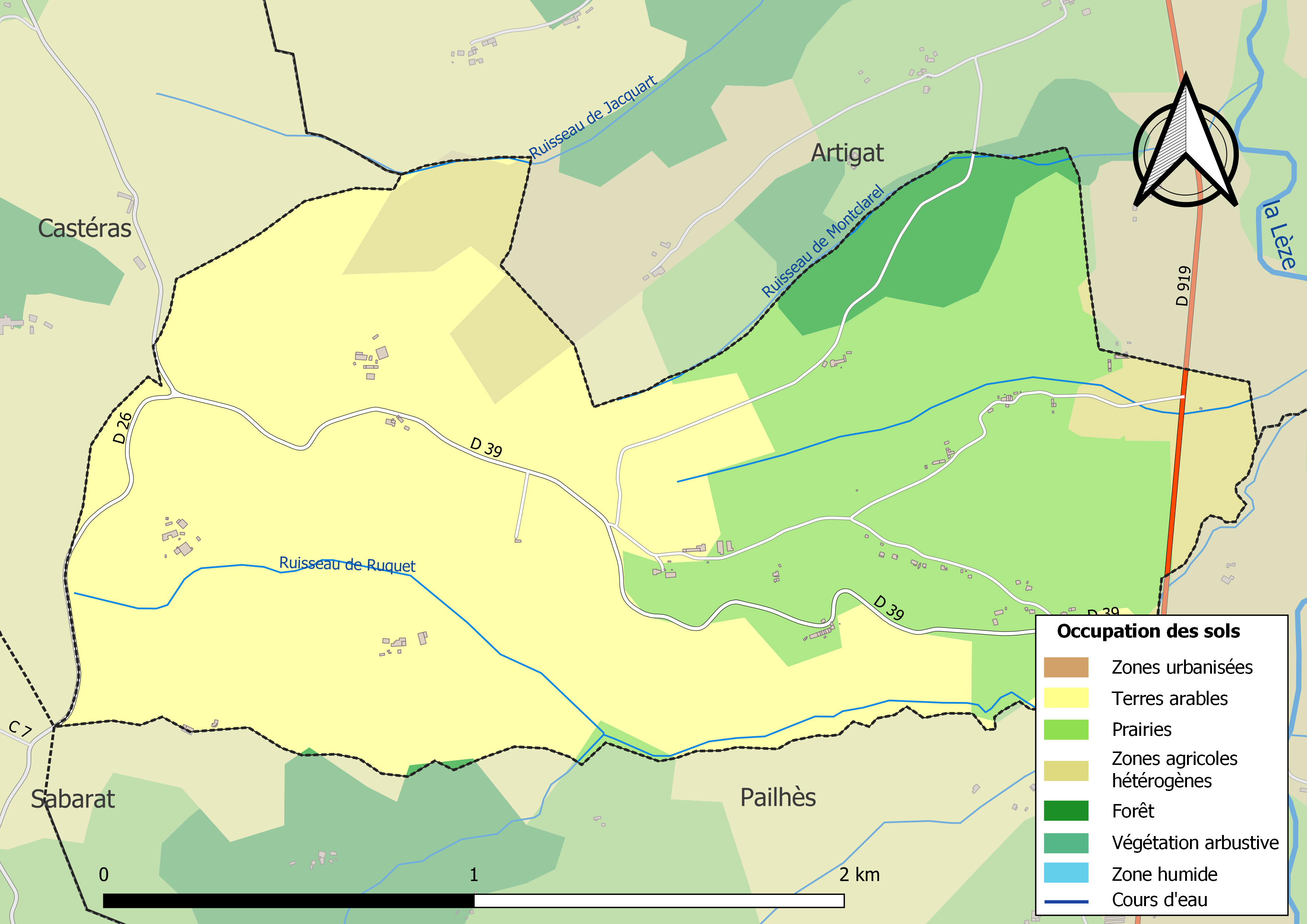
Carte des infrastructures et de l'occupation des sols de la commune en 2018 (CLC).

### Hameaux
La commune n'a pas de village principal mais est composée de hameaux comme Bordenave, Cap del Bosc, Chalant, Maugane, la Mourelle, Roujas, la Serbe…

### Habitat et logement
En 2018, le nombre total de logements dans la commune était de 33, alors qu'il était de 34 en 2013 et de 32 en 2008.
Parmi ces logements, 67,1 % étaient des résidences principales, 17,9 % des résidences secondaires et 15 % des logements vacants. Ces logements étaient pour 91 % d'entre eux des maisons individuelles et pour 9 % des appartements.
Le tableau ci-dessous présente la typologie des logements à Lanoux en 2018 en comparaison avec celle de l'Ariège et de la France entière. Une caractéristique marquante du parc de logements est ainsi une proportion de résidences secondaires et logements occasionnels (17,9 %) inférieure à celle du département (24,6 %) mais supérieure à celle de la France entière (9,7 %). Concernant le statut d'occupation de ces logements, 90,9 % des habitants de la commune sont propriétaires de leur logement (95,8 % en 2013), contre 66,3 % pour l'Ariège et 57,5 % pour la France entière.
| Typologie                                               | Lanoux | Ariège | France entière |
| ------------------------------------------------------- | ------ | ------ | -------------- |
| Résidences principales (en %)                           | 67,1   | 65,7   | 82,1           |
| Résidences secondaires et logements occasionnels (en %) | 17,9   | 24,6   | 9,7            |
| Logements vacants (en %)                                | 15     | 9,7    | 8,2            |

### Risques majeurs

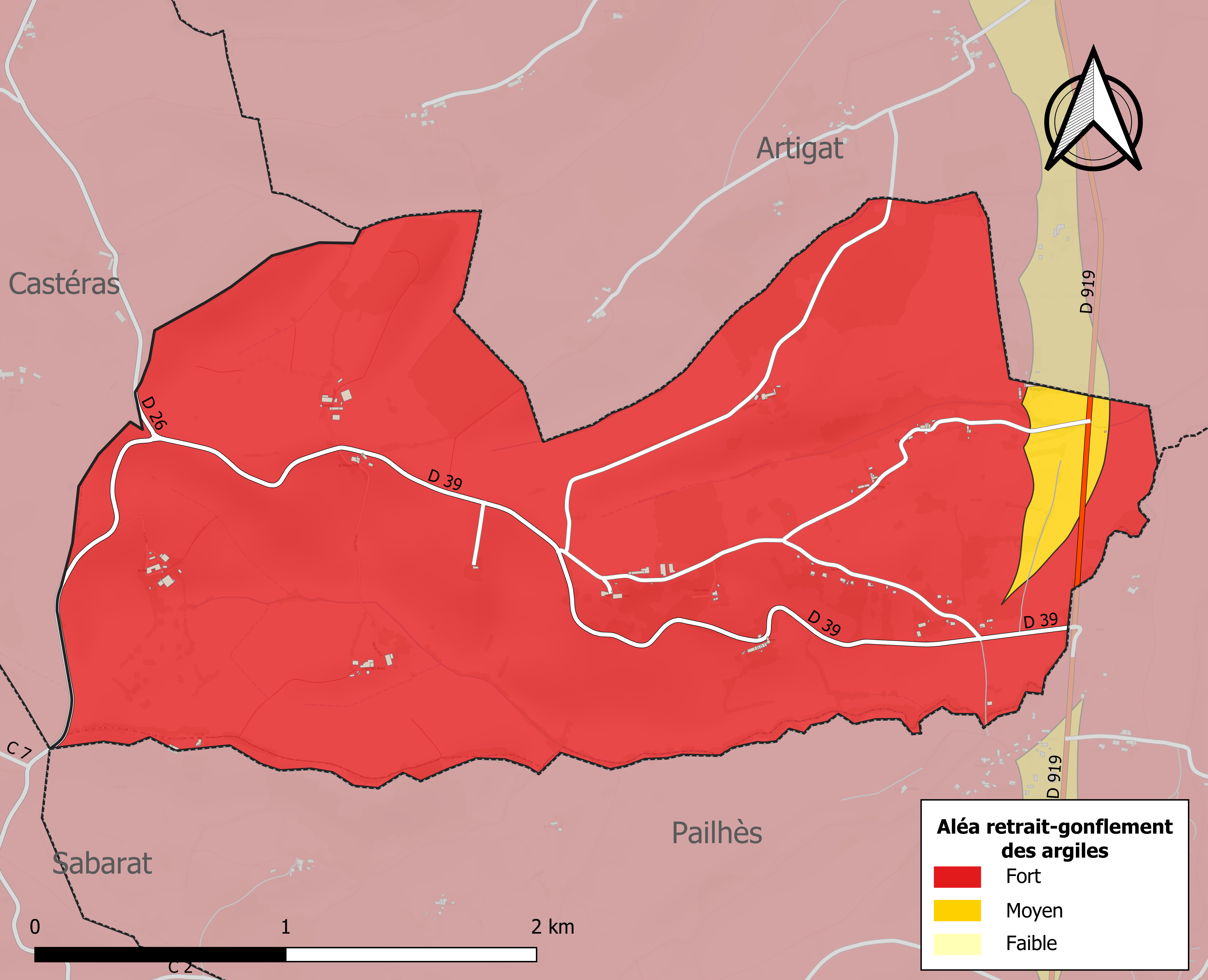
Zonage de l'aléa retrait-gonflement des argiles sur la commune de Lanoux.

Le territoire de la commune de Lanoux est vulnérable à différents aléas naturels : inondations, climatiques (grand froid ou canicule), mouvements de terrains et séisme (sismicité faible),.
Certaines parties du territoire communal sont susceptibles d’être affectées par le risque d’inondation par débordement, crue torrentielle d'un cours d'eau, ou ruissellement d'un versant.
Les mouvements de terrains susceptibles de se produire sur la commune sont soit des glissements de terrains soit des mouvements liés au retrait-gonflement des argiles. Près de 50 % de la superficie du département est concernée par l'aléa retrait-gonflement des argiles, dont la commune de Lanoux. L'inventaire national des cavités souterraines permet par ailleurs de localiser celles situées sur la commune.
Ces risques naturels sont pris en compte dans l'aménagement du territoire de la commune par le biais d'un plan de prévention des risques (PPR)  approuvé le 21 septembre 2000.

## Histoire
Lanoux dépendait de l’abbaye du Mas d’Azil en 1246 et le restera jusqu’en 1774.

## Politique et administration

### Découpage territorial
La commune de Lanoux est membre de la communauté de communes Arize Lèze, un établissement public de coopération intercommunale (EPCI) à fiscalité propre créé le 30 octobre 2016 dont le siège est à Le Fossat. Ce dernier est par ailleurs membre d'autres groupements intercommunaux.
Sur le plan administratif, elle est rattachée à l'arrondissement de Saint-Girons, au département de l'Ariège, en tant que circonscription administrative de l'État, et à la région Occitanie.
Sur le plan électoral, elle dépend du canton d'Arize-Lèze pour l'élection des conseillers départementaux, depuis le redécoupage cantonal de 2014 entré en vigueur en 2015, et de la deuxième circonscription de l'Ariège  pour les élections législatives, depuis le redécoupage électoral de 1986.

### Liste des maires
| Période                                  | Période  | Identité             | Étiquette | Qualité |
| ---------------------------------------- | -------- | -------------------- | --------- | ------- |
| mars 2001                                | 2008     | Jean-François Texier |           |         |
| mars 2008                                | En cours | Valérie Huart        | DVD       |         |
| Les données manquantes sont à compléter. |          |                      |           |         |

## Démographie
| 1793 | 1800 | 1806 | 1821 | 1831 | 1836 | 1841 | 1846 | 1851 |
| ---- | ---- | ---- | ---- | ---- | ---- | ---- | ---- | ---- |
| 93   | 90   | 166  | 102  | 115  | 146  | 152  | 151  | 150  |

| 1856 | 1861 | 1866 | 1872 | 1876 | 1881 | 1886 | 1891 | 1896 |
| ---- | ---- | ---- | ---- | ---- | ---- | ---- | ---- | ---- |
| 150  | 136  | 136  | 128  | 126  | 127  | 139  | 123  | 122  |

| 1901 | 1906 | 1911 | 1921 | 1926 | 1931 | 1936 | 1946 | 1954 |
| ---- | ---- | ---- | ---- | ---- | ---- | ---- | ---- | ---- |
| 114  | 120  | 120  | 105  | 100  | 88   | 94   | 86   | 89   |

| 1962 | 1968 | 1975 | 1982 | 1990 | 1999 | 2006 | 2011 | 2016 |
| ---- | ---- | ---- | ---- | ---- | ---- | ---- | ---- | ---- |
| 75   | 63   | 52   | 40   | 55   | 53   | 48   | 52   | 50   |

| 2021 | 2022 | - | - | - | - | - | - | - |
| ---- | ---- | - | - | - | - | - | - | - |
| 58   | 62   | - | - | - | - | - | - | - |

## Économie

### Emploi
| Division       | 2008  | 2013   | 2018   |
| -------------- | ----- | ------ | ------ |
| Commune        | 2,9 % | 2,8 %  | 19,4 % |
| Département    | 8,9 % | 11,1 % | 11,2 % |
| France entière | 8,3 % | 10 %   | 10 %   |

En 2018, la population âgée de 15 à 64 ans s'élève à 32 personnes, parmi lesquelles on compte 90,3 % d'actifs (71 % ayant un emploi et 19,4 % de chômeurs) et 9,7 % d'inactifs,. En  2018, le taux de chômage communal (au sens du recensement) des 15-64 ans est supérieur à celui du département et de la France, alors qu'en 2008 la situation était inverse.
La commune est hors attraction des villes,. Elle compte 11 emplois en 2018, contre 10 en 2013 et 15 en 2008. Le nombre d'actifs ayant un emploi résidant dans la commune est de 22, soit un indicateur de concentration d'emploi de 49,6 % et un taux d'activité parmi les 15 ans ou plus de 73,7 %.
Sur ces 22 actifs de 15 ans ou plus ayant un emploi, 8 travaillent dans la commune, soit 36 % des habitants. Pour se rendre au travail, 68,2 % des habitants utilisent un véhicule personnel ou de fonction à quatre roues, 4,5 % s'y rendent en deux-roues, à vélo ou à pied et 27,3 % n'ont pas besoin de transport (travail au domicile).

### Activités hors agriculture
5 établissements sont implantés  à Lanoux au 31 décembre 2019.
Le secteur de la construction est prépondérant sur la commune puisqu'il représente 40 % du nombre total d'établissements de la commune (2 sur les 5 entreprises implantées  à Lanoux), contre 14,2 % au niveau départemental.

### Agriculture
|                                   | 1988 | 2000 | 2010 |
| --------------------------------- | ---- | ---- | ---- |
| Exploitations                     | 10   | 7    | 7    |
| Superficie agricole utilisée (ha) | 342  | 313  | 320  |

La commune fait partie de la petite région agricole dénommée « Coteaux de l'Ariège ». En 2010, l'orientation technico-économique de l'agriculture  sur la commune est la polyculture et le polyélevage. Sept exploitations agricoles ayant leur siège dans la commune sont dénombrées lors du recensement agricole de 2010 (dix en 1988). La superficie agricole utilisée est de 320 ha.

## Culture locale et patrimoine

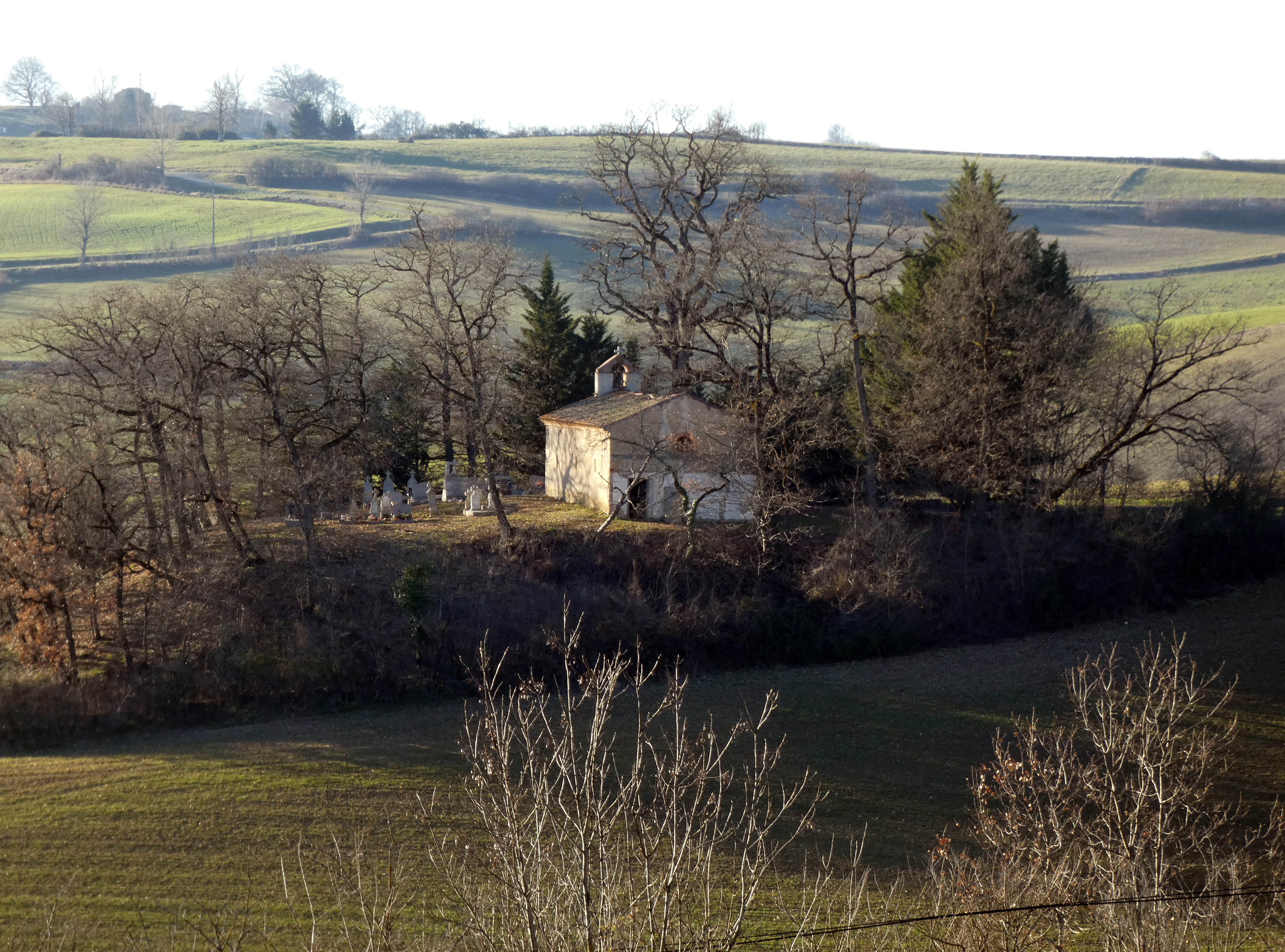
L'église, isolée au centre du territoire communal, avec cimetière attenant.

### Lieux et monuments
- Église Sainte-Julitte, du XIXe siècle, restaurée en 1920
- Château de Lanoux, lieu d'animations en artisanat d'art[47].

### Événements et festivités
- Foires de printemps et d'automne[48].
- Week-end d'animations culturelles "La vie de château"[47].

## Pour approfondir